# Tyler Roberts
Tyler D'Whyte Roberts (Gloucester, 1999. január 12. –) angol születésű walesi válogatott labdarúgó, a Queens Park Rangers játékosa kölcsönben a Leeds United csapatától.

## Pályafutása

### Klubcsapatokban
Hétévesen került a West Bromwich Albion akadémiájára. 2015. május 24-én a kispadon kapott lehetőséget az Arsenal elleni bajnoki mérkőzésen a felnőttek között, de pályára nem lépet. 2016. január 14-én profi szerződést kötött klubjával két és félévre. 2016. május 15-én a Liverpool ellen mutatkozott be a bajnokságban Jonathan Leko cseréjeként. Július 28-án 2017 januárjáig kölcsönbe került az Oxford United csapatához. Az Oxford szerette volna meghosszabbítani a szerződést, de nem sikerült és a Shrewsbury Town csapatához került szintén kölcsön. 2017. augusztus 5-én a Walsallhoz került. 2018 januárjában leszerződött a Leeds Uniteddal. Sérülések miatt a szezon során nem tudott bemutatkozni. Augusztus 14-én debütált a Bolton Wanderers elleni kupamérkőzésen. Szeptember 15-én a bajnokságban a Millwall ellen lépett először pályára, majd a következő fordulóban megszerezte első két gólját a Preston North End ellen. 2020. szeptember 12-én debütált az élvonalban a Liverpool ellen. 2022. július 16-án kölcsönbe került a Queens Park Rangers csapatához.

### A válogatottban
Jamaicai és walesi származású szülök gyermeke. Többszörös korosztályos válogatott Wales színeiben.  2015 májusában Harry Wilson társaságában Chris Coleman szövetségi kapitány meghívta a felnőtt válogatott edzésére. 2017 márciusában tartalék játékosnak nevezte ki Coleman az Írország elleni mérkőzésre. 2018. szeptember 6-án Írország elleni Nemzetek Ligája mérkőzésen mutatkozott be. 2021 májusában bekerült a 2020-as labdarúgó-Európa-bajnokságon résztvevő keretbe.

## Sikerei, díjai
- Leeds United
  - EFL Championship: 2019–20